# Agostino Bassi

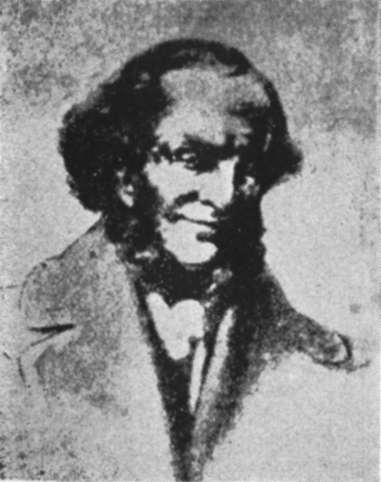

Agostino Bassi (Mairago, 25 september 1773 – Lodi, 8 februari 1856) was een Italiaanse wetenschapper die mee ontdekte dat micro-organismen ziekten kunnen veroorzaken (de zogenaamde microbe-theorie van ziekteverwekking). Hij was opgeleid als jurist maar ging in de leer bij de bioloog Lazzaro Spallanzani. Gedurende meer dan 25 jaar speurde hij naar de oorsprong van de muscardineziekte bij zijderupsen. In 1835 presenteerde hij zijn bevindingen in Del mal del segno, calcinaccio o moscardino, waarin hij aantoonde dat de rupsen ziek werden door toedoen van een levend, besmettelijk organisme. Haast even belangrijk als deze ontdekking van het bestaan van infectieziekten was dat hij er ook de juiste aanbevelingen aan vastknoopte om besmetting te voorkomen. Later werd de bewuste schimmel naar hem vernoemd, Beauveria bassiana. In 1844 ontvouwde Bassi de algemene theorie dat besmettelijke ziekten bij zowel planten, dieren als mensen veroorzaakt werden door pathogene microben. Als voorbeeld gaf hij mazelen, syfilis, rabies, cholera, gonnorhoe en pest. Illustere figuren als Louis Pasteur en Robert Koch bouwden voort op zijn werk.

## Publicaties
- Il pastore bene istruito (1812)
- Sulla fabbrica del formaggio all'uso lodigiano (1820)
- Del mal del segno, calcinaccio o moscardino (1835)
- Del contagio in generale e specialmente su quelli che affliggono l'umana specie (1844)
- Discorsi sulla natura e cura della pellagra (1846)
- Istruzioni per prevenire e curare il colera asiatico (1849)